# Dichaetomyia varicauda
Dichaetomyia varicauda är en tvåvingeart som beskrevs av Fritz Isidore van Emden 1965. Dichaetomyia varicauda ingår i släktet Dichaetomyia och familjen husflugor. Inga underarter finns listade i Catalogue of Life.